# Clinobehoïta
La clinobehoïta és un mineral de la classe dels òxids. Anomenada així per ser el polimorf monoclínic de la behoïta.

## Característiques
La clinobehoïta és un element químic de fórmula química Be(OH)₂. Cristal·litza en el sistema monoclínic. La seva duresa a l'escala de Mohs és 2 a 3.
Segons la classificació de Nickel-Strunz, la clinobehoïta pertany a «04.FA: Hidròxids amb OH, sense H2O; tetraedres que comparetixen vèrtex» juntament amb els següents minerals: ashoverita, behoïta, sweetita i wulfingita.

## Formació i jaciments
Es forma en zones afectades per alteració hidrotermal en pegmatites des-silicatades. S'ha descrit al dipòsit de Malyshev, districte d'Asbest, a prop de Sverdlovsk, Urals, Rússia. S'ha trobat associada a bavenita, bityita, phil·lipsita, analcima, albita.